# كي آر فايجا
كي آر فايجا هي ممثلة هندية، ولدت في 30 نوفمبر 1948 في الهند. من الجوائز التي نالتها جائزة فيلم فير جنوب.

## جوائز
- جائزة فيلم فير جنوب

## وصلات خارجية
- كي آر فايجا على موقع IMDb (الإنجليزية)
- كي آر فايجا على موقع قاعدة بيانات الفيلم (الإنجليزية)